# Schrake
Die Schrake ist ein 11,3 km langer Bach in der Niederlausitz im Bundesland Brandenburg. Sie gehört, wie ihre Nachbarfließe Dobra, Kleptna, Schuche und Wudritz zu einem den Lausitzer Grenzwall und seinen kleinen nördlichen Becken seit der Eiszeit in Richtung Spreewald entwässernden Bachsystem.

## Geographie
Das Quellgebiet der Schrake liegt unmittelbar im Dorf Babben (Gemeinde Massen-Niederlausitz). Hier sorgen mehrere Quellen dafür, dass ein kleiner Bach entsteht. Das Dorf liegt am Anfang der eiszeitlichen Babbener Rinne, die in östlicher Richtung zum Mehßower Becken hin ausläuft. Das Wasser aus den Höhen des Lausitzer Grenzwalls drückt im tiefer gelegenen Babben als Quellen an die Oberfläche. Durch den Ursulagrund hindurch schlängelt sich die Schrake ostwärts bis nach Schrakau. Ihren weiteren Weg nimmt sie dann in nördlicher Richtung, berührt Groß-Mehßow, fließt durch Tugam hindurch und mündet schließlich 1,5 km nordöstlich von Mallenchen in die Dobra.
Zuflüsse in die Schrake sind die Rietzka, ein aus den Groß-Mehßower Teichen kommender Bach, und die Schuche, die bei Mallenchen in die Schrake mündet.

## Geschichte

### Etymologie
Ihren Namen erhielt die Schrake wohl von dem Dorf Schrakau, denn der Ort hieß früher Schrako, Schrakow, Srako (Sracow). Und die Schrake nannte man: Srake, Ssrake, Szrake, Schrakel-Fließ. Im Slawischen heißt das Krebsort, von Rak = Krebs, Srakow = bei Krebsen. Auch wurde der Name von Sroka (Elster) abgeleitet, altsorbisch: Srokov. Während der von 1815 bis 1825 in Groß-Mehßow tätige Pfarrer und Sprachwissenschaftler Christian Wilhelm Bronisch noch um 1820 die Schrake als Mühlenfließ im Kirchenbuch bezeichnete, ist sie in der Preußischen Uraufnahme (1846) bereits als die Srake eingezeichnet.

### Schrakeregulierung

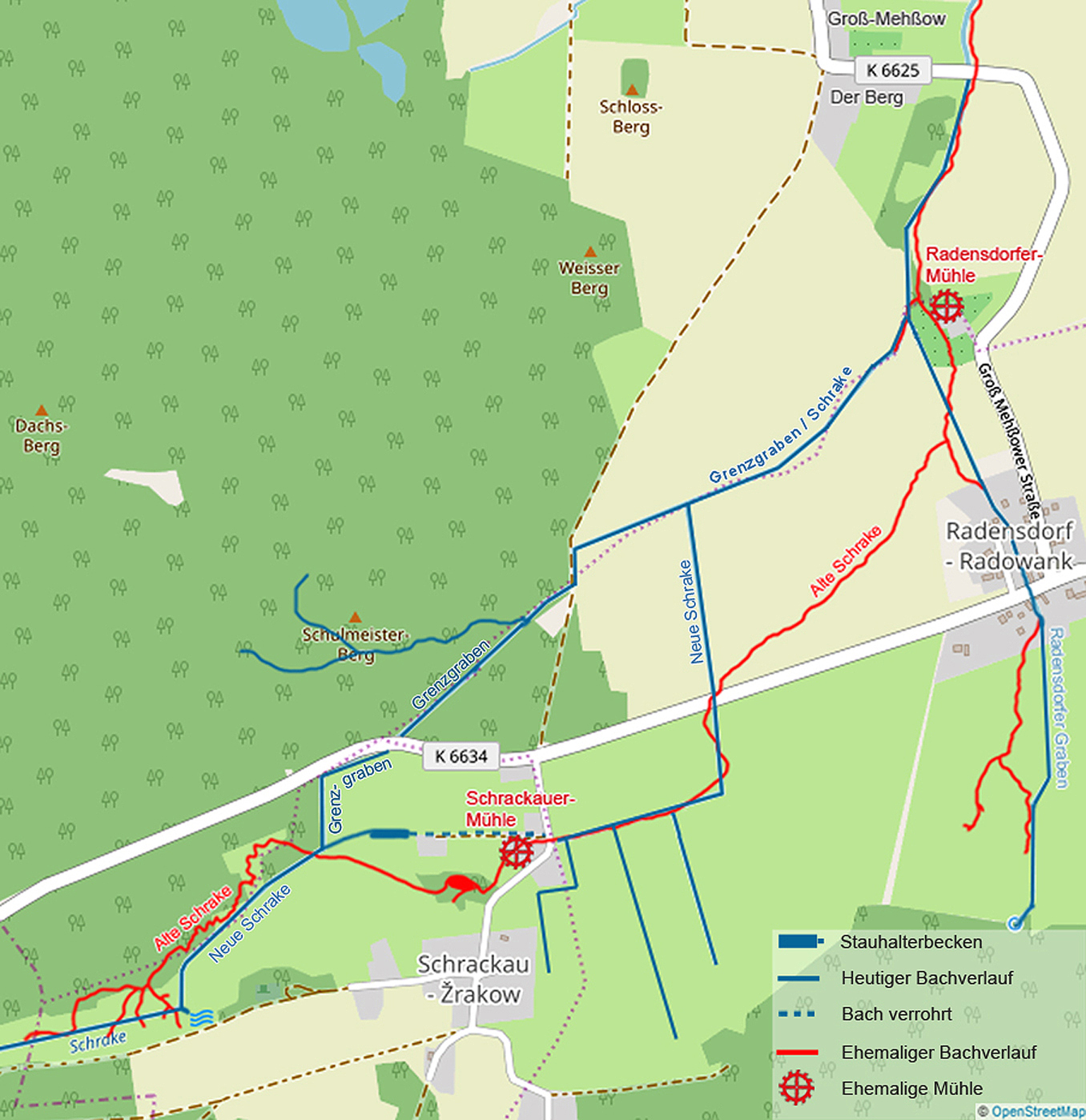
Schrake, Meliorationsarbeiten

Durch die für die Landwirtschaft notwendigen Meliorationsarbeiten und den Braunkohlentagebau ist der ursprünglich alte Bachverlauf der Schrake im 20. Jahrhundert fast vollständig zerstört worden.
So erfuhr die Schrake zahlreiche Begradigungen und besonders im Raum Schrakau-Radensdorf erhebliche Veränderungen. Die umfangreichsten Meliorationsarbeiten erfolgten allerdings 1981/82, nachdem sich die KAP (Kooperativen Abteilungen Pflanzenproduktion), ein Zusammenschluss mehrerer LPG und VEG in der DDR, nun auch in hiesiger Region gegründet hatte und man die Feldwirtschaft intensivieren wollte. Neben neu gezogenen Entwässerungsgräben zur Trockenlegung der Felder wurden auch Bachläufe begradigt oder gar völlig neu verlegt. Außerdem trennte man die ehemaligen Mühlengrundstücke vom Wasser, indem auch hier die Schrake umverlegt wurde. Mit dieser Maßnahme brauchte man bei Reinigungs- und Instandsetzungsmaßnahmen die nun rein privaten Grundstücke nicht mehr betreten.
Mit dem Aufschluss des Tagebaus Seese-West wurde die Schrake in der Zeit von 1963 bis 1967 zunächst ab Zinnitz in die Wudritz geleitet. Mit dem Neuaufschluss des Tagebaus Schlabendorf-Süd (1976/77) erfolgte ihre Verlegung südlich an Mallenchen vorbei bis zur Dobra hin. Ihr altes Bachbett über Gliechow, Zinnitz, Tornow und Lichtenau wurde ein Opfer des Braunkohlenbergbaus. Damit hat sich ihr ursprünglicher Bachverlauf von 18,8 km auf nunmehr 11,3 km verkürzt.

### Wirtschaftliche Bedeutung

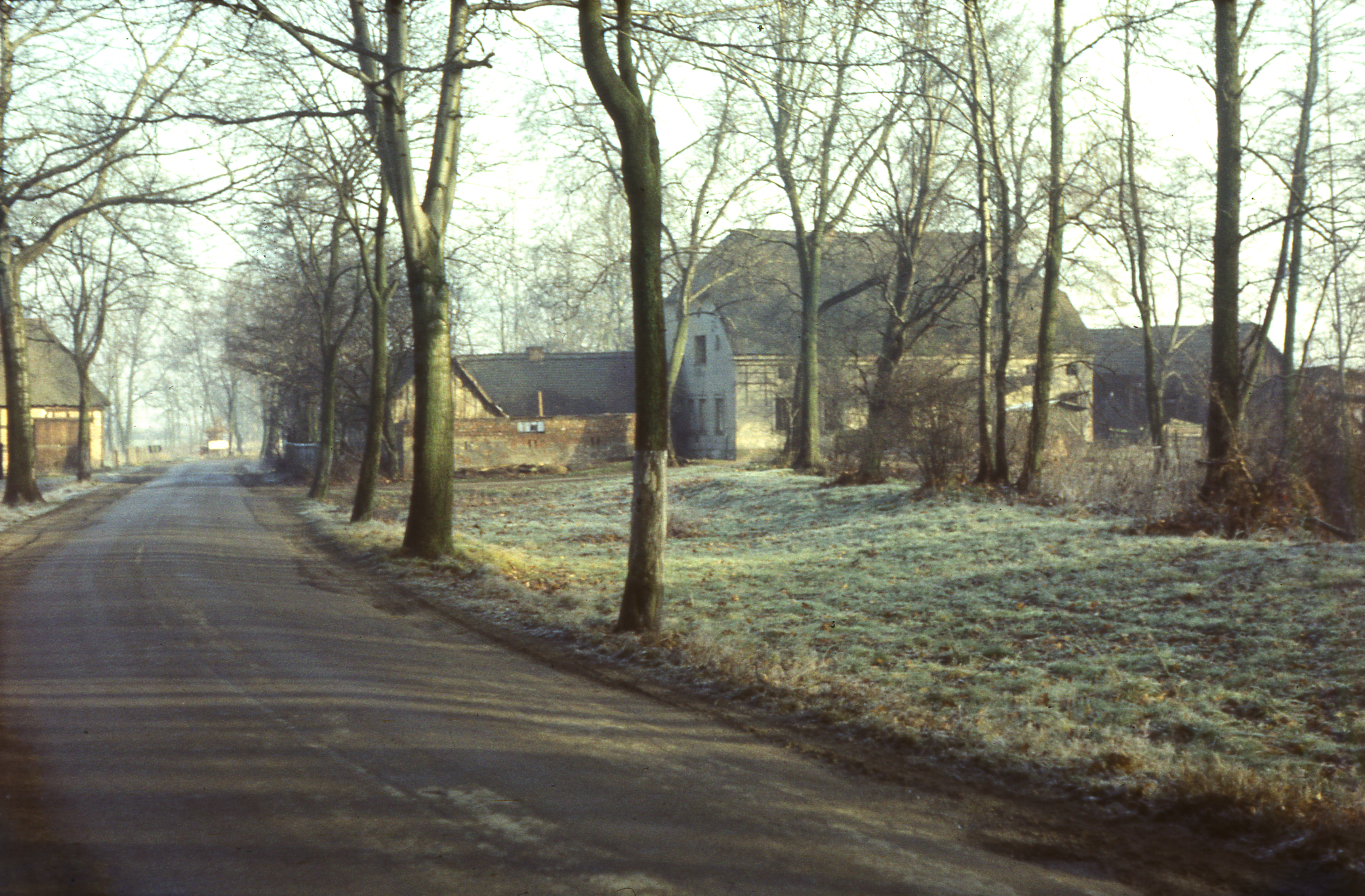
Pielenz-Mühle, Gliechow

Die Schrake war einst, über Jahrhunderte hinweg, der bedeutendste Mühlbach in ihrem Einzugsgebiet, denn sie trieb in ihrem alten, 18,8 km langem Verlauf von den Babbener Quellen bis zur einstigen Einmündung in die Dobra, zwischen Lichtenau und Hänchen, insgesamt 11 Wassermühlen an:
1. Schrakauer Mühle (Schrakau)
2. Radensdorfer Mühle (Radensdorf)
3. Kleine Mühle (Groß-Mehßow)
4. Großmühle (Groß-Mehßow)
5. Heide-Mühle (Tugam)
6. Mallenchener Mühle (Mallenchen)
7. Gliechower Mühle (Gliechow)
8. Buschmühle (Groß Jehser)
9. Kuba-Mühle (Zinnitz)
10. Dubitz-Mühle (Zinnitz)
11. Lichtenauer Mühle (Lichtenau)

### Ursulagrund

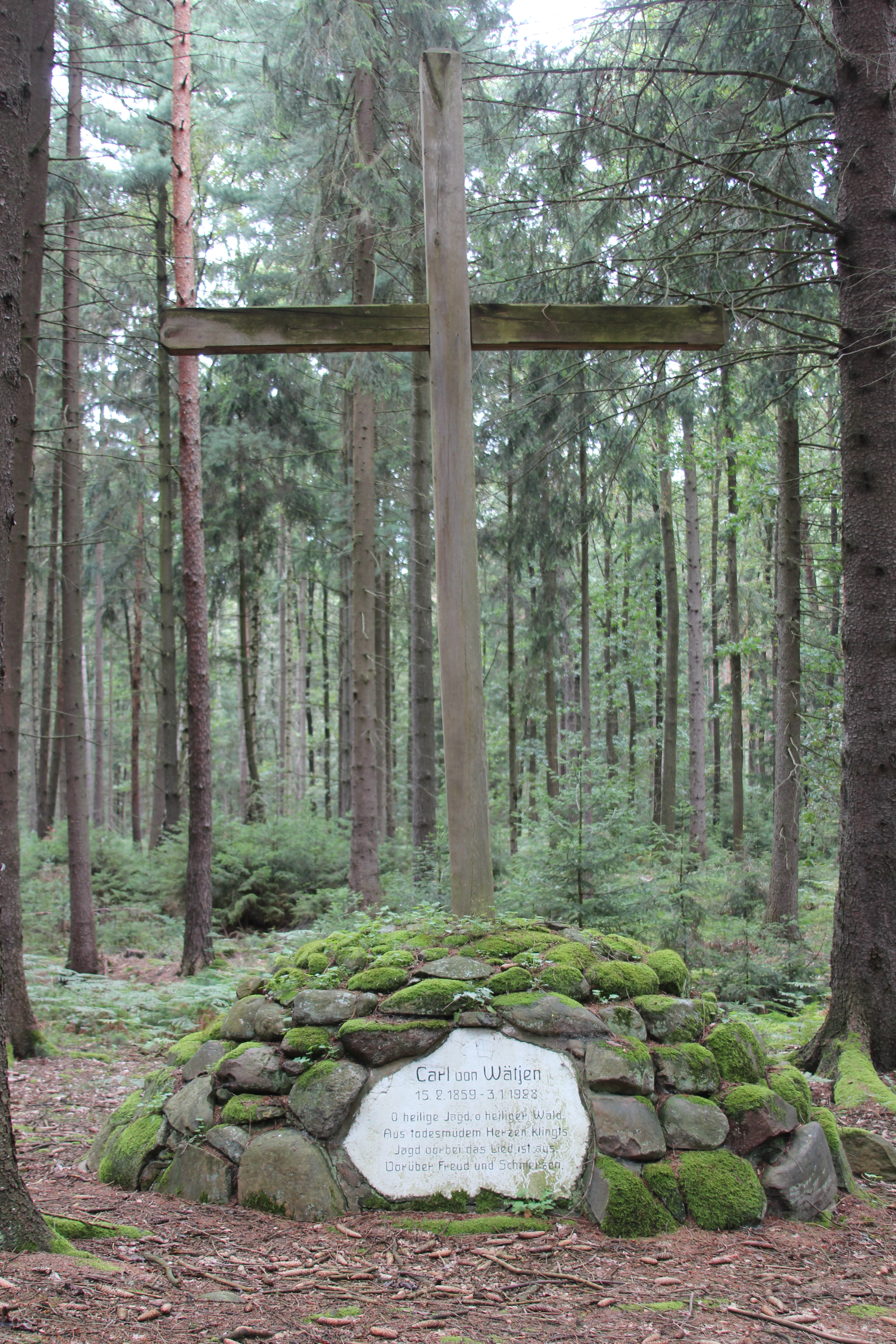
Ursulagrund-Denkmal für Carl von Wätjen

Beim Ursulagrund handelt es sich um ein Waldstück im Bachtal der Schrake, zwischen Babben und dem benachbarten Schrakau gelegen. Hier ist ein Wanderweg zu finden, der mittels mehrerer Holzbrücken die durch die Niederung schlängelnde Schrake überquert. Benannt wurde das Tal zum Andenken an Gertrud Therese Ursula Wätjen (geb. Dietze, 1864–1899), der ersten Frau des einstigen Besitzers des Drehnaer Schlosses Johann Carl von Wätjen (1858–1928). Er hatte das Schloss nach dem Tod seines Vaters, dem Bremer Reeder Christian Heinrich Wätjen (1813–1887), im Jahre 1887 geerbt. Die Naturliebhaberin Ursula Wätjen hatte den Bachlauf unweit von Babben in ihr Herz geschlossen. Sie starb 1899 bei der Geburt ihres Sohnes Klaus Wilhelm.
Carl von Wätjen ließ hier 1898 einen Ehrenhain anlegen und zu Ehren seines Schwagers Hans von Dietze ein Denkmal errichten. Wätjens Sohn Klaus Wilhelm fiel im Ersten Weltkrieg im Jahre 1918 in Frankreich. Im Ursulagrund befinden sich deswegen zwei große Gedenksteine mit Holzkreuz. Eine Gedenktafel erinnert an Klaus Wilhelm von Wätjen, die andere an Carl von Wätjen. Das Holzkreuz des Denkmals wurde nach Angaben des örtlichen Heimatvereins im Jahre 2002 erneuert.